# Влодек, Лев Львович
Лев Льво́вич Вло́дек (1 [13] октября 1842, Липовец, Киевская губерния — после 1918) — русский архитектор польского происхождения. Входит в плеяду выдающихся одесских архитекторов периода высокого историзма.

## Биография
Родился в Липовце Киевской губернии 1 (13) октября 1842 года. Род Влодек известный с ХѴI века, принадлежал к древним польским дворянским родам.
Юношеские годы провёл в Житомире, где окончил в 1859 году гимназию. В 1864 году окончил Петербургское строительное училище. Работал в Одессе в Управлении главного инженера Новороссийских коммерческих портов. До 1867 года был помощником городского архитектора В. И. Ниметца.
Изучал свойства материалов, в частности, сочетание бетонных массивов с кирпичными стенами. Позже такое сочетание использовал в композициях фасадов и их украшениях. С 1871 года — архитектор при одесском градоначальнике. Также известно, что в 1885 году он занимал должность инженер-архитектора Управления черноморских торговых портов.
Представитель одесской архитектурной школы историзма. Сотрудничал с архитектором Т. Фишелем.
В 1896—1897 годах — председатель архитектурного отдела Одесского отделения императорского Русского технического Общества. Член комиссии по приёмке линий трамвая (1907). Один из авторов проекта промышленной выставки 1910 года.
Имел награды: орден Святой Анны 3-й степени (1878).
Умер после 1918 года. Был похоронен на Первом Христианском кладбище. С ликвидацией кладбища в 1937 году могила архитектора была утрачена. На месте кладбища был открыт «Парк Ильича» с развлекательными аттракционами, а часть территории была передана местному зоопарку. Сейчас достоверно известно лишь о некоторых перезахоронения со Старого кладбища, в отношении Влодека такие данные отсутствуют.

## Проекты и постройки

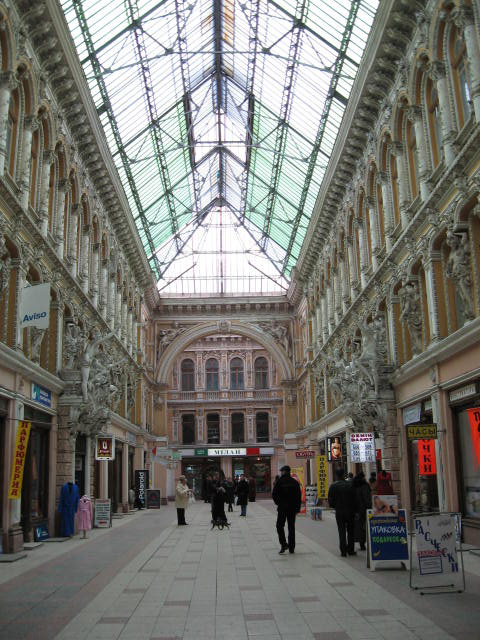
Внутренняя галерея Одесского «Пассажа»

- Пассаж — торгово-гостиничный центр в Одессе (1899)
- Большая Московская — гостиница в Одессе по адресу ул. Дерибасовская, 29 (1901—1904)
- фундамент костёла Св. Климента на ул. Балковской (1906, не сохранился);
- Дом с атлантами — улица Гоголя № 5−7[6] (1899)
- приют нищих и неимущих, ул. Внешняя (Мечникова) 4 (1883)
- Мариинский детский приют, ул. Княжеская 4 (1893—1895, совместно с А. Р. Рейхенбергом)
- Ришельевское депо парового трамвая, ул. Водопроводная 1;
- спасательная станция в Люстдорфе (1899, совместно с Л. Ф. Прокоповичем), не сохранилась;
- Доходные дома:
  - И. Раухвергер на улице Пушкинская № 59 (1893, с А. Б. Минкусом);
  - Дурьяна, Пастера № 31 (1880-е);
  - Нежинская № 30 (дом Щербакова) 1900,
  - Маразлиевская № 20 (1890, доходный дом Панкеева),
  - дом доктора медицины Исая Гуковского, Конная 11 (1898);
  - Н. Крыжановского-Аудерского, Маразлиевская 54 (1900).
- насосная станция городского водопровода
- очистные склады удельного ведомства, Французский бульвар 10;
- убежище слепых и храм Св. мучеников Адриана и Наталии, Французский бульвар 48;
- училище торгового мореплавания, ул. Канатная 8, (1903).
- собственный дом архитектора, ул Новосельского, 79 (1896)
- тюремный замок, Люстдорфская дорога 9 (1891—1894, проект А. О. Томишко).
- железнодорожная станция Одесса-Порт, ул. Приморская (1902—1903, с С. А. Ландесманом, сохранилось частично);